# 羽根尾城
羽根尾城（はねおじょう）は、群馬県吾妻郡長野原町（上野国吾妻郡羽根尾）にあった日本の城。かつては国衆・羽尾氏の本拠であり、後に武田氏・真田氏の持城となった。1974年（昭和49年）9月21日付で長野原町指定史跡。

## 歴史
当初は海野氏の後裔を称した羽尾氏の居城であったとされる。羽尾氏は戦国期に当地域を支配していた国衆であり、関東管領・山内上杉氏に従っていた。一説によると、戦国中期の当主である羽尾道雲は箕輪城主・長野業政の娘婿とされる。
永禄4年（1561年）に武田信玄による西上野侵攻が行われると、同郡国衆の斎藤憲広・大戸真楽斎・鎌原重澄らと共に武田氏に従属した。しかし鎌原重澄と所領問題を巡り対立し、鎌原氏と鎌原氏を支援した武田氏によって羽尾道雲は所領を追われた。『加沢記』によると道雲は万座温泉に逗留中に、鎌原氏や真田幸綱によって居城を攻められ信濃に逃れたという。その後吾妻郡は羽尾氏・吾妻斎藤氏ら反抗国衆を排除した武田氏の勢力下に入った。
天正10年（1582年）3月の武田氏滅亡・6月の本能寺の変が勃発すると、吾妻郡は真田昌幸の勢力下となった。昌幸はいち早く吾妻郡を確保するために、10月14日に家臣・湯本三郎右衛門に羽根尾城の在城を命じ、城の普請を命じている。
同12年（1584年）3月に上杉景勝の支援を受けた羽尾源六郎が丸岩城を占拠し羽根尾領の奪回を目指すと、羽根尾城将・湯本三郎右衛門も呼応する動きをみせ、真田氏の上田・岩櫃間の交通を遮断した。しかし程なく羽尾源六郎は丸岩城を追われ、湯本も真田氏に帰参したとみられている。

## 立地・構造
吾妻川が眼下に流れる羽根尾集落の後背の小山に城は位置している。
主郭は南北に長い長方形の形状をしており、全周に土塁が設置されている。北東の虎口から北側の尾根を経て搦手口に出られ、主郭すぐ北側に上幅15mの堀切がある。北側の尾根を進むと小さな池があり、城の水の手とされる。
主郭の南東部にも虎口があり、虎口の前に小さな馬出しがある。南側の堀切を超えると中心に土塁が備えられてある曲輪があり、その更に南にも南北に延びた曲輪がある。主郭とその南側の曲輪の西側には竪堀が一つずつある。城郭から南西の尾根に沿って降りると大手口に至り、海野長門守の墓と伝えられる場所がある。この辺りはお屋敷と言われており、当時は羽尾氏の館があったとされる。